# 地下ダム

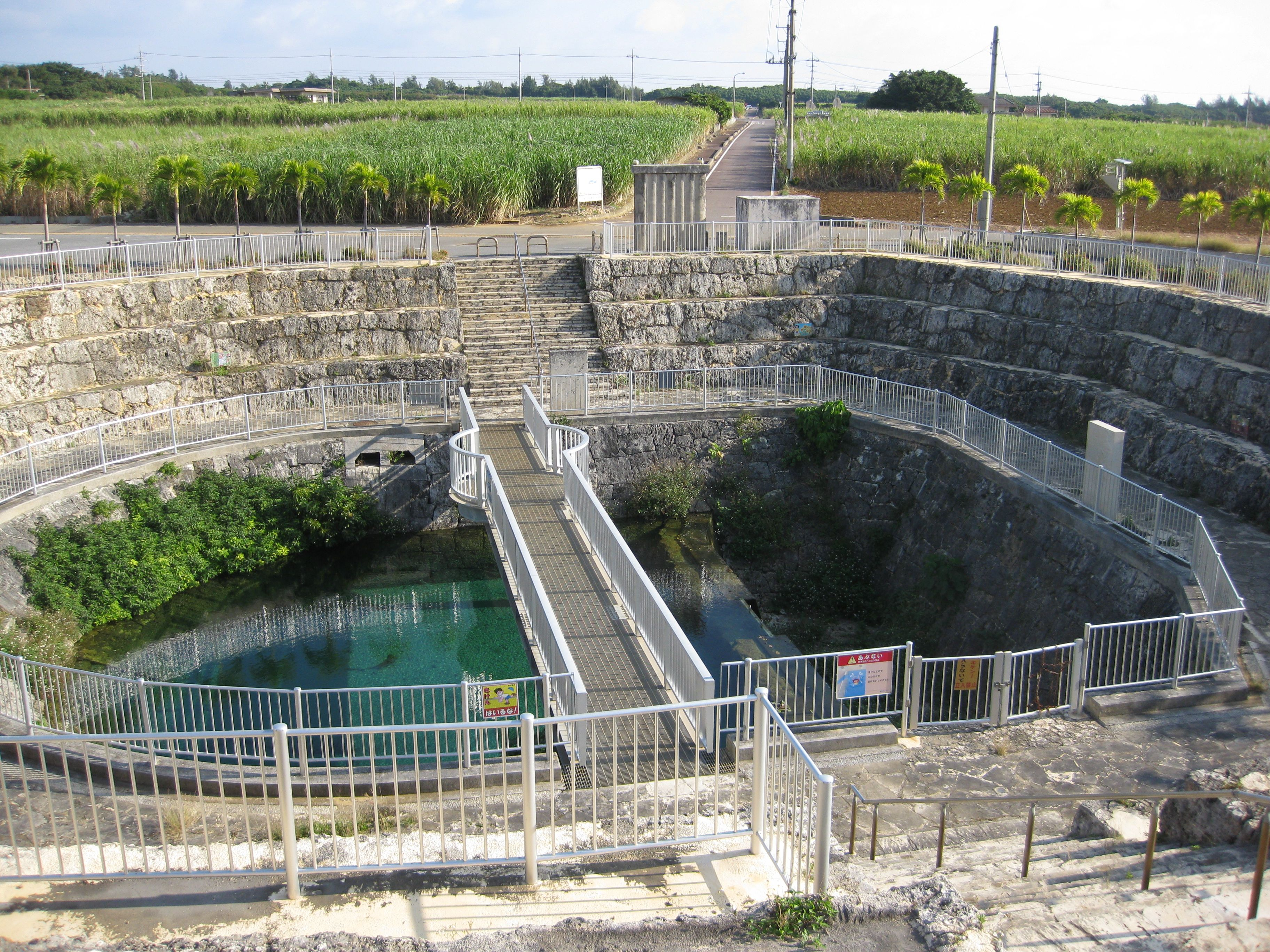
宮古島の南東部に建設された福里ダム。

地下ダム（ちかダム）とは、透水性の地層から不透水性の地層に向けて連続的な地中壁（止水壁）を造成する方法で、透水性の地層の中に水を溜める構造のダムである。これを建設すると、ダムの付近では水を利用し易くなる一方で、ダムから離れた場所には影響が出る可能性もある。

## 構造
地中壁は、地表面から不透水層に向けてグラウトを、数メーター間隔で連続的に設置する方法で施工し、方形や馬蹄形の形に囲い込む。この結果、囲まれた透水性の地層では地下水が逃げ場を失い、地下水位が上昇する。これによりダムの機能を有するに至る。

## 種類

### 構造別
2種類の地下ダムがあり、1つはサブサーフェイスダム (sub-surface dam) と呼び、もう1つはサンドストレージダム (sand-storage dam) と呼ぶ。
サブサーフェイスダムは、帯水層の中に、水を通さない材料で作成した地中壁を、地表の直下に設置して建設する。地中壁の材料としては、煉瓦や石、コンクリート、鋼鉄、ポリ塩化ビニル樹脂など多様である。このタイプのダムを設置すると、地中壁によって地下水の流れが妨げられて、地下水が溜まり、容易に井戸から地下水の汲み上げが可能となる。
サンドストレージダムは、水位を上昇させるダムで、砂漠の川やオアシスなどの付近の水の流れに対して、貯水を目的として構築される。地表を流れていた水面よりも、堤の高さを高く作る点は、普通のダムと変わらないものの、ダム湖の部分が堆砂によって埋まる事を前提として建設される点が異なる。したがって、ダム本体の強度が強固でないと決壊の可能性があるため、充分に強固な構造になるように設計され、建設される。このタイプのダムは、貯水を実施するとダムの中に砂などが溜まり、その溜まった砂が水の蒸発を妨げる点が重要である。溜まった水は、ダム本体やパイプにより井戸を通して地上に出される。水位が上昇した分だけ、灌漑なども行い易くなる。

### 目的別
地下水の流れを遮水する目的の堰上げ地下ダム、過剰な地下水の汲み上げに伴い海岸部からの塩水くさびの進入を防止する目的の塩水阻止型地下ダムなどが有る。ただし、1つの地下ダムでも機能的には重複している場合が多く、特に海岸付近では厳格な区分は難しい。つまり、海岸付近の地下ダムは、地下水を溜めるために造られるが、塩水の侵入を防ぐためにも造られるからである。

## 施工地
地下水ダムが造られる場所は、水源の少ない小規模な島や、沙漠などの乾燥地帯である。具体的には、アフリカ大陸の北東部、ブラジルの乾燥地帯、アメリカ合衆国南西部、メキシコ、インド、ドイツ、イタリア、フランス、日本の小規模な島々で造られてきた。
なお、日本では沖縄県や鹿児島県に点在する石灰岩質の離島地域に、農林水産省の国庫補助事業などで10箇所以上に造られた。世界では、中華人民共和国陝西省や台湾屏東県、澎湖諸島（澎湖県白沙郷）、サハラ砂漠南縁部のブルキナファソ（日本の政府開発援助による）などで見られる。